# Soběhrdy
Soběhrdy ist eine Gemeinde und ein Dorf im Okres Benešov in der Mittelböhmischen Region der Tschechischen Republik. Es hat etwa 500 Einwohner.

## Verwaltungsteile
Die Dörfer Mezihoří, Phov, Žíňánky und Žíňany sind Verwaltungsteile von Soběhrdy.

## Geschichte
Die erste schriftliche Erwähnung von Soběhrdy stammt aus dem Jahre 1360.

## Demografische Daten
| Jahr | Einwohnerzahl | ±%      |
| ---- | ------------- | ------- |
| 1869 | 742           | —       |
| 1880 | 755           | +1,8 %  |
| 1890 | 771           | +2,1 %  |
| 1900 | 662           | −14,1 % |
| 1910 | 625           | −5,6 %  |
| 1921 | 613           | −1,9 %  |
| 1930 | 623           | +1,6 %  |
| 1950 | 500           | −19,7 % |
| 1961 | 442           | −11,6 % |
| 1970 | 396           | −10,4 % |
| 1980 | 320           | −19,2 % |
| 1991 | 270           | −15,6 % |
| 2001 | 286           | +5,9 %  |
| 2011 | 342           | +19,6 % |
| 2021 | 479           | +40,1 % |